# Kakuei Tanaka

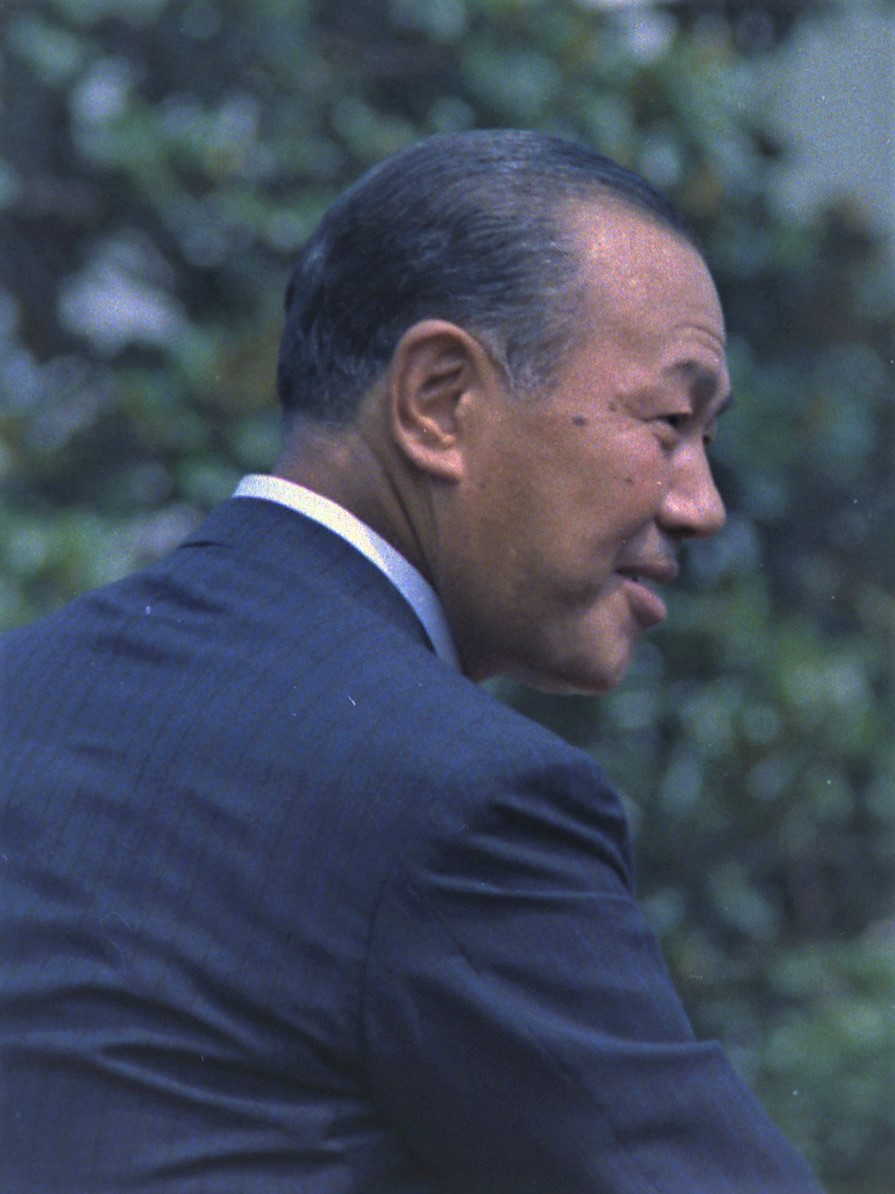
Kakuei Tanaka 1973.

Kakuei Tanaka, född 4 maj 1918 i Nishiyama i Niigata, död 16 december 1993 i Tokyo, var Japans premiärminister från juli 1972 till november 1974.
Han var ledare för det liberaldemokratiska partiet. Han var bland annat postminister, handelsminister och 1962-1965 var han finansminister. 
Han arresterades 1976 då han beskylldes för att ha utnyttjat sin politiska ställning för personlig vinning, bland annat för att ha tagit emot mutor i den så kallade Lockheed-skandalen. 1983 befanns han skyldig och dömdes till fyra års fängelse.
Under sin regeringsperiod genomförde han ett närmande till Kina, och underhöll även goda relationer till USA.